# Baicaogou
Baicaogou är en köping i Kina. Den ligger i provinsen Jilin, i den nordöstra delen av landet, omkring 360 kilometer öster om provinshuvudstaden Changchun. Antalet invånare är 13 921. Befolkningen består av 6 588 kvinnor och 7 333 män. Barn under 15 år utgör 7,0 %, vuxna 15-64 år 82 %, och äldre över 65 år 10,0 %.
Runt Baicaogou är det ganska tätbefolkat, med 214 invånare per kvadratkilometer. Närmaste större samhälle är Wangqing, 14,4 km öster om Baicaogou. Omgivningarna runt Baicaogou är en mosaik av jordbruksmark och naturlig växtlighet.
Genomsnittlig årsnederbörd är 928 millimeter. Den regnigaste månaden är juli, med i genomsnitt 198 mm nederbörd, och den torraste är januari, med 6 mm nederbörd.